# Marschall Titos Geist
Marschall Titos Geist (Original: Maršal) ist eine kroatische Filmkomödie um Josip Broz Tito aus dem Jahr 1999. Vinko und Ivo Brešan (Vater und Sohn) schrieben das Drehbuch und führten Regie.

## Handlung
Eine verschlafene Insel vor der Küste Kroatiens. Nichts sonderliches scheint zu passieren, bis auf einer Beerdigung eines alten Partisanen der Geist Josip Broz Titos erscheint. Doch er wird noch öfter gesichtet: von Malern und Lule, einem Geisteskranken aus der sich auf der Insel befindenden Anstalt. Die Nachricht gelangt ans Festland, und der junge Polizist Stipe Macula (Dražen Kühn) wird geschickt, um für Aufklärung zu sorgen. Doch er wird nur von dem Marihuana abhängigen Toni und dem nicht gerade intelligenten Miško unterstützt. Und in dem Haus seiner Mutter zieht auch die hübsche junge Lehrerin Slavica (Linda Begonja) ein. Die Nachricht macht die Runde, und eines Morgens kommt eine Gruppe alter Partisanen, die Titos Geist sehen möchte, an. Zuerst will der kapitalistische Bürgermeister Luka (Ivo Gregurević), der schon die halbe Insel aufgekauft hat, sie wieder wegschicken, doch er sieht die Chance, den Tourismus auf seiner Insel wiederzubeleben. Ihm gehört nämlich das einzige Hotel und seit 10 Jahren hat sich kein Tourist auf die Insel gewagt. Er veranstaltet 1. Mai-Paraden und renoviert das Museum wieder. Er überlegt sogar, den Geist Erich Honeckers für die Deutschen, Stalins für die Russen und Mao Zedongs für die Chinesen erscheinen zu lassen. Er bereitet auch die Einwohner auf die Touristensaison vor: Sie sollen Parolen und die Farben der Kleidung der Partisanen auswendig lernen.
Eines Abends erhalten Stipe, Toni und Miško eine heiße Spur. Sie gehen zum Friedhof und sehen Slavica und Drug Tito (kroat. Genosse Tito) leibhaftig. Es stellt sich heraus, dass es nur Slavicas Vater Jakov (Boris Buzančić) ist, der ebenfalls in der Anstalt sitzt. Doch als zwei Geheimagenten für Nationale Sicherheit (Danica Skulić und Lijan Mulderić, mit denen die Fernsehserie Akte X parodiert wird) Tito verhaften, rasten die Kommunisten aus. Sie lassen sich Tito nicht ein weiteres Mal wegnehmen. Sie stehlen Gewehre und reißen die Macht der Insel an sich. Der Sozialismus wird wieder eingeführt, Lokale werden verstaatlicht und Arbeiter verwalten sich wieder selbst. Es wird sogar ein Prozess gegen Stipan, Luka, Miško, Toni und die zwei Geheimagenten geführt - 5 Jahre Gefängnis mit Zwangsarbeit lautet das Urteil.
Jedoch haben Marinko (Ilija Ivezić) und seine Partisanen ein Problem: Sie erkennen, dass es sich nicht um den echten Tito handelt... Aber was sie angefangen haben, bringen sie auch zu Ende. Sie halten Tito gefangen und lassen die Bewohner noch immer glauben, dass es sich um Maršal Tito handelt. Durch eine versteckte Nachricht in der Stafette, die Tito immer zu seinem Geburtstag von einem Jugendlichen überreicht bekam, findet er einen Weg, sich zu befreien.

## Preise
Maršal wurde auf der Berlinale 2000 mit dem Wolfgang Staudte-Preis für den besten Film des „Internationalen Forums des Jungen Films“ und mit dem Preis der Jury der Berliner Jury ausgezeichnet.
In Pula wurde er mit dem Big Golden Award ausgezeichnet.
Außerdem wurde er beim Bratislava International Film Festival, beim Brüsseler Film Festival und bei weiteren nominiert.

Insgesamt erhielt er 6 Auszeichnungen und 3 Nominierungen.
2001 sandte Kroatien Marschall Titos Geist als Kandidat für eine Oscar-Nominierung in der Kategorie Bester fremdsprachiger Film ein, jedoch kam es zu keiner Nominierung.

## Kritik
„Eine köstliche Politsatire, die mit fein gesponnenem Humor, der auch vor Slapstick und Kalauer nicht zurückschreckt, den Schauer der Vergangenheit einfängt und in der Gegenwart spiegelverkehrt durchschimmern lässt. Die wechselvolle Geschichte Jugoslawiens wird zu einer unterhaltsamen Groteske verdichtet, bei der zugleich die historische Nostalgie-Welle in Osteuropa "gespenstisch" ad absurdum geführt wird.“